# صدای روی فیلم

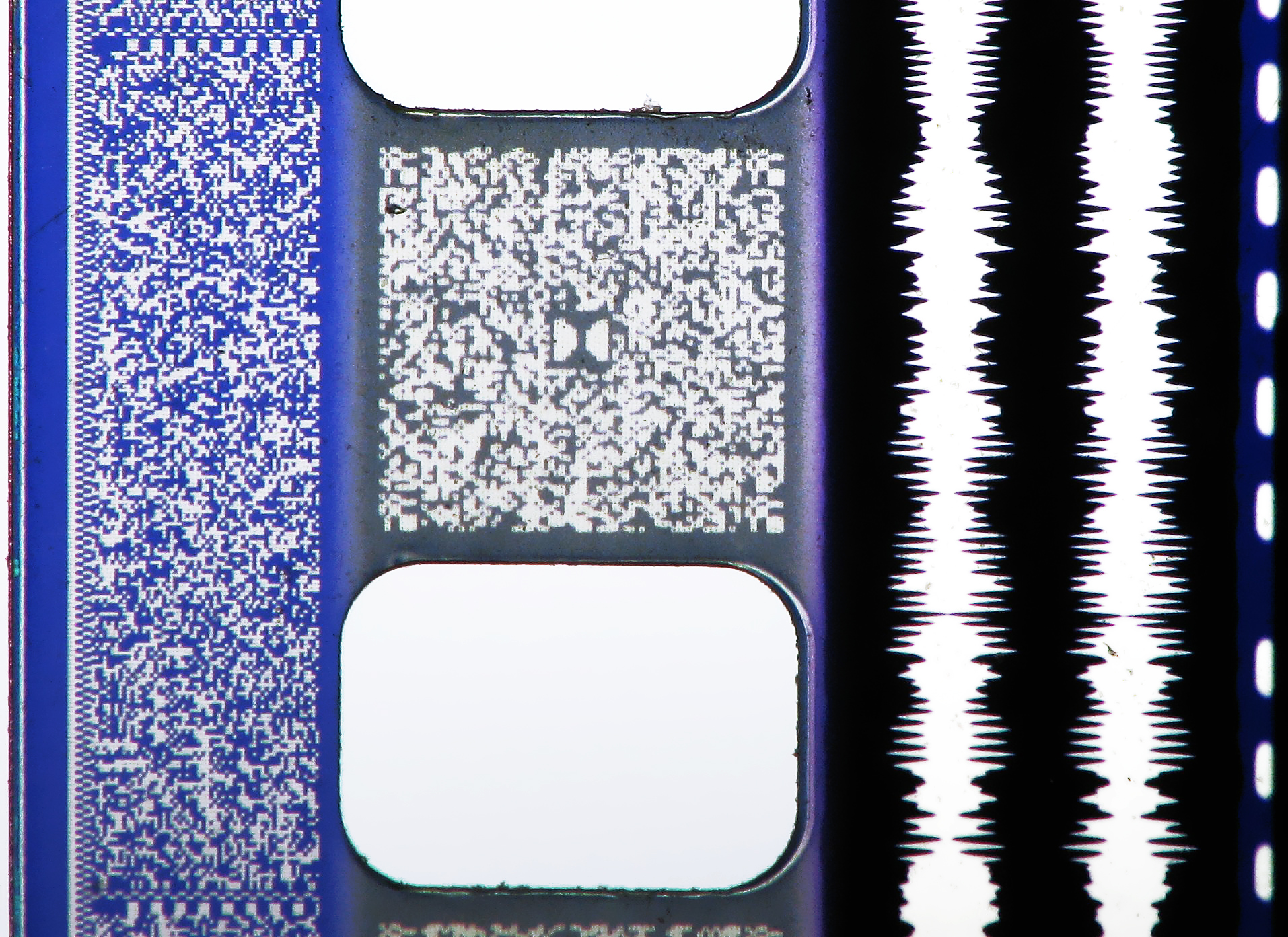
لبه چاپ فیلم 35 میلی متری که موسیقی متن را نشان می دهد. بیرونی ترین نوار (سمت چپ تصویر) شامل مسیر SDDS به عنوان تصویر یک سیگنال دیجیتال است. مورد بعدی شامل سوراخ‌هایی است که برای هدایت فیلم از پروژکتور استفاده می‌شود. با مسیر دالبی دیجیتال (مناطق خاکستری) با نشان‌واره دالبی دوبل-D، بین آنها، دو تراک موسیقی متن آنالوگ در نوار بعدی دارای ناحیه متغیر دو طرفه هستند که دامنه آن به صورت شکل موج نشان داده می شود. اینها به طور کلی با استفاده از ماتریس دالبی استریو برای شبیه سازی چهار آهنگ کدگذاری می شوند. در نهایت، در سمت راست، کد زمانی مورد استفاده برای همگام سازی با CD-ROM موسیقی متن DTS قابل مشاهده است.

صدا روی فیلم کلاسی از صدای فیلم فرآیندهایی است که در آن صدای همراه تصویر بر روی فیلم عکاسی ضبط می‌شود. معمولاً، همان نوار فیلم حامل تصویر فرآیندهای صدا روی فیلم می‌توانند آهنگ صوتی آنالوگ یا آهنگ صوتی دیجیتال را ضبط کنند و ممکن است سیگنال را یا اپتیکال یا مغناطیس‌گرایی ضبط کنند. فناوری‌های قبلی صدا روی دیسک بودند؛ به این معنی که موسیقی متن فیلم روی یک صفحه گرامافون جداگانه قرار می‌گرفت.

سمت چپ: آهنگ فیلم با چگالی متغیر.سمت راست: مسیر منطقه متغیر..

## تاریخچه
تاریخ صوت روی فیلم را می توان به اوایل دهه 1880 ربط داد. زمانی که "چارلز ای" در سال 1923 یک حق اختراع توسط E. E. Ries برای ضبط موسیقی متن با چگالی متغیر ثبت شد که به SMPE (در حال حاضر SMPTE) ارسال شد که از لامپ بخار جیوه به عنوان یک دستگاه تعدیل کننده برای ایجاد یک موسیقی متن با چگالی متغیر استفاده می کرد. بعداً، کیس تئودور و لی دی فارست تلاش کردند تا این فرآیند را تجاری کنند، زمانی که یک لامپ درخشنده آئولیت را ساختند که در آهنگ فیلم مستقر شد. در سال 1928، فاکس فیلم آزمایشگاه های کیس را خریداری کرد و اولین فیلم ناطق خود را با نام «در آریزونای قدیمی» با استفاده از سیستم بائل تولید کرد. سیستم صوتی با چگالی متغیر تا اواسط دهه 1940 رایج بود.
برخلاف چگالی متغیر، در اوایل دهه 1920 ضبط صدای منطقه متغیر ابتدا توسط شرکت جنرال الکتریک آزمایش شد و بعداً توسط RCA (شرکت رادیویی آمریکا) که فناوری GE را اصلاح کرد، به کار رفت. پس از اواسط دهه 1940، سیستم منطقه متغیر جایگزین سیستم چگالی متغیر شد و تا زمان مدرن به سیستم اصلی آنالوگ صدا روی فیلم تبدیل شد.